# Spirobranchus paumotanus
Spirobranchus paumotanus är en ringmaskart som först beskrevs av Chamberlin 1919.  Spirobranchus paumotanus ingår i släktet Spirobranchus och familjen Serpulidae. Inga underarter finns listade i Catalogue of Life.